# Renfrew Trinity Church

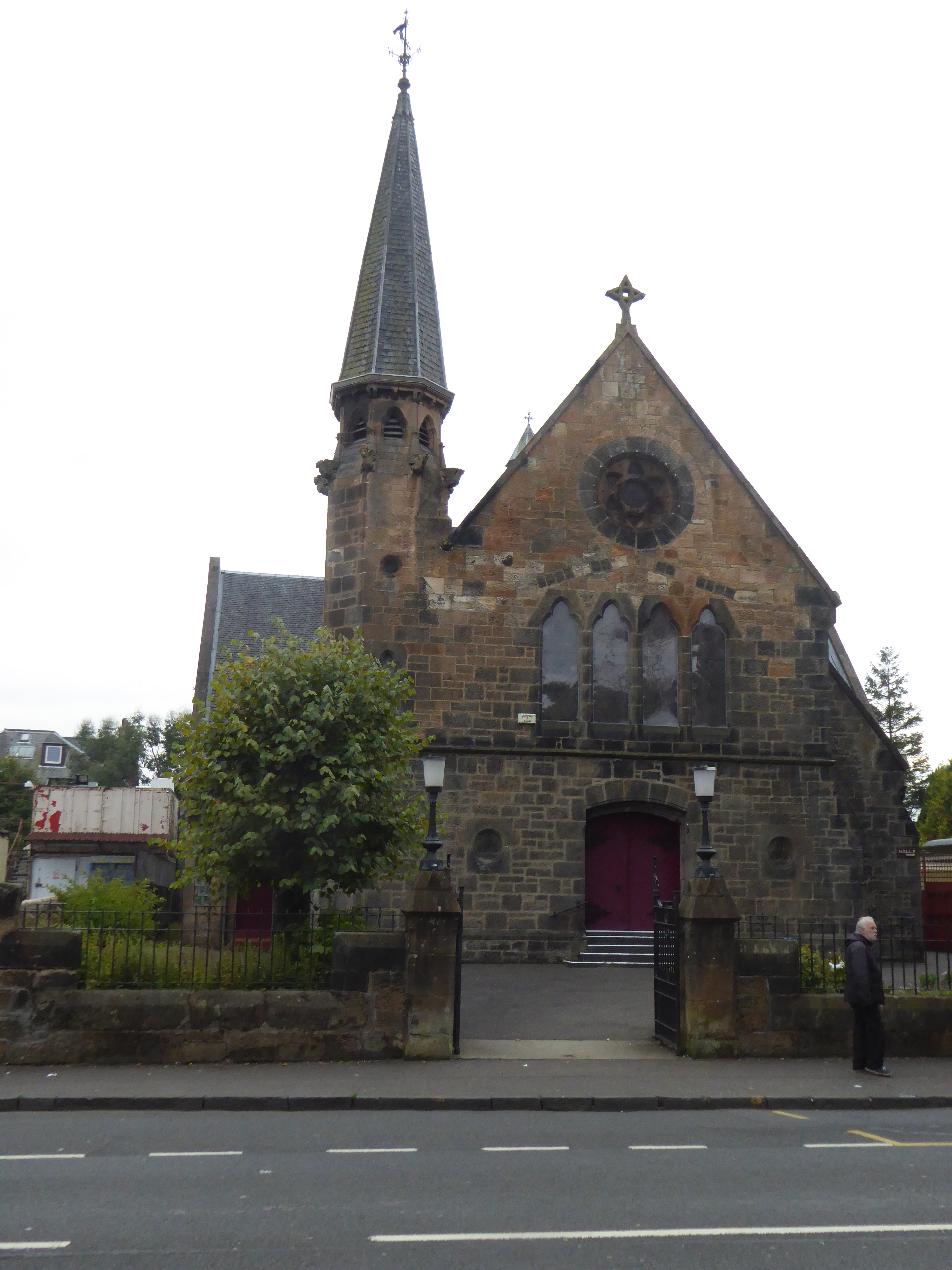
Renfrew Trinity Church

Die Renfrew Trinity Church ist ein Kirchengebäude der presbyterianischen Church of Scotland in der schottischen Ortschaft Renfrew in der Council Area Renfrewshire. 2009 wurde das Bauwerk in die schottischen Denkmallisten in die Denkmalkategorie C aufgenommen. Die Kirche ist heute noch als solche in Verwendung.

## Geschichte
Zu Beginn der 1860er Jahre wurde die Einrichtung einer eigenen Kirchengemeinde in Renfrew beschlossen. Der erste Gottesdienst fand am 21. April 1861 in einer Räumlichkeit der Schule an der High Street statt. Später zog man in das Athenaeum um, das man ab September desselben Jahres nutzte. Bis zur Fertigstellung des Kirchengebäudes im Juni 1865 nutzte man daraufhin einen Raum im Rathaus von Renfrew. Den Grundstein für das neue Gotteshaus legte Peter Coats aus Paisley. Die Kirchengemeinde gehört zunächst zu der United Presbyterian Church of Scotland, die nach der Fusion im Jahre 1900 in der Free Church of Scotland aufging und sich schließlich 1929 mit der Church of Scotland verband. Im Jahre 1895 wurde ein Gemeindesaal hinter der Kirche hinzugefügt, der 1932 erweitert wurde. Die Kosten für den Bau des Saales beliefen sich auf 850 £. Eine Erweiterung des Kirchenschiffes um 260 weitere Sitzplätze wurde 1902 vorgenommen.
Von 1933 bis 1946 war der spätere Neutestamentler William Barclay Geistlicher an dieser Kirche, die damals von Handwerkerfamilien des örtlichen Schiffsbaus geprägt war. Sie litten unter Arbeitslosigkeit nach der Weltwirtschaftskrise und an den Entbehrungen und Zerstörungen des Zweiten Weltkrieges. Dank dieser einfachen Menschen lernte er verständlicher zu predigen.

## Beschreibung
Das Gebäude liegt an der Paisley Road (A741) im Stadtzentrum. Das Backsteinbauwerk ist in schlichtem neogotischen Stil gestaltet. Ein dreistöckiger Glockenturm ragt an der linken Seite der nordwestexponierten Frontseite auf. Er ist mit Wasserspeiern gestaltet und schließt mit einem spitzen Helm. Das zweiflüglige, hölzerne Rundbogenportal befindet sich mittig an der Gebäudeseite. Darüber sind vier Spitzbogenfenster mit Nonnenköpfen und darüber eine Fensterrose zu finden. Die Bleiglasfenster sind teilweise farbig gestaltet. Das Satteldach ist mit grauem Schiefer eingedeckt.